# مورگان لوید مالکوم
مورگان لوید مالکم یک نویسنده انگلیسی برنده جایزه اولیویئر است.

## زندگی
مورگان لوید مالکوم در وستمنستر لندن متولد شد و در لندن بزرگ شد. او دختر بازیگر و تولید کننده وست اند کریستوفر مالکولم و بازیگر جودی لوید است. او در دانشگاه گلدسمیتس لندن تحصیل کرد. 